# Oscar Vankesbeeck
Oscar Vankesbeeck (Mechelen, 17 juli 1886 - aldaar, 27 februari 1943) was een Belgisch voetballer, sportbestuurder, advocaat en politicus voor de Liberale Partij.

## Levensloop
Vankesbeeck volbracht de humaniora aan het Koninklijk Atheneum van Mechelen, en studeerde rechten aan de VUB. Hij vestigde zich als advocaat in Mechelen.
Daarnaast was hij vanaf 1905 speler bij Racing Mechelen en was pas achttien toen hij voorzitter van de club werd. Tevens was Vankesbeeck scheidsrechter. Hij floot zijn eerste wedstrijd in Antwerpen op 21 oktober 1906, waar hij de wedstrijd in de derde divisie AS Anversoise - Beerschot leidde. Hij was delegatieleider van het Belgische nationale elftal bij het eerste wereldkampioenschap voetbal in 1930 te Uruguay, en werd in 1937 voorzitter van de Belgische Voetbalbond.
Vankesbeeck stond bekend om zijn redenaarstalent. Hij werd een voorman van de Liberale Partij in het Mechelse. In 1932 werd hij verkozen tot liberaal volksvertegenwoordiger voor het arrondissement Mechelen en vervulde dit mandaat tot in 1936. In Mechelen werd hij in 1938 schepen en dit tot zijn afzetting door de Duitse bezetter in 1941. Als hevig patriot werd hij in 1942 door de Duitsers aan de hoofd van een lijst met namen van kandidaat-gijzelaars geplaatst en kort nadien gearresteerd door de Gestapo, die hem naar het Fort van Breendonk voerde. Na zijn vrijlating was hij een gebroken man, maar bleef actief in de sluikpers. Hij stierf in 1943 aan een leverziekte, die een gevolg was van de mishandelingen in Breendonk. Zijn begrafenis, op 1 maart 1943, groeide uit tot een betoging voor het vaderland en werd bijgewoond door tal van afgevaardigden uit het hele land. Als bondsvoorzitter werd hij opgevolgd door zijn stadsgenoot Francis Dessain.
In Mechelen werden een straat en een brug naar hem vernoemd, beide gelegen in de buurt van het stadion van Racing Mechelen, dat eveneens zijn naam kreeg. In 1940 benoemde Eelco van Kleffens, toen de Nederlandse minister van Buitenlandse Zaken, Vankesbeeck uit naam van koningin Wilhelmina tot officier in de Orde van Oranje-Nassau.